# رشید نژمتدینوف
رشید گیبیاتوویچ نژمتدینوف (به روسی: Рәшит Һибәт улы Нәҗметдинов)
(۱۵ دسامبر ۱۹۱۲–۳ ژوئن ۱۹۷۴) یک شطرنج باز برجسته، نویسنده شطرنج، و بازیکن چکرز اهل شوروی بود.

## زندگی‌نامه
نژمتدینوف ۱۵ دسامبر ۱۹۱۲ در شهر آق تپه قزاقستان فعلی که آن زمان بخشی از اتحاد جماهیر شوروی بود، در خانواده‌ای فقیر از قوم تاتار متولد شد. پدر و مادرش را در کودکی از دست داد و برادر بزرگ آنها سرپرستی او و دو خواهر و برادر کوچکش را بر عهده گرفت. در۱۵ سالگی در تورنومنت پیش قراولان قازان شرکت کرد و هر ۱۵ مسابقه را با پیروزی پشت سر گذاشت. وی سابقه ۵ قهرمانی در مسابقات قهرمانی شطرنج روسیه را در کارنامه دارد. در سال ۱۹۵۴ عنوان استاد بین‌المللی شطرنج را پس از شرکت در مسابقات بخارست و ایستادن در جایگاه دوم پس از کورچنوی دریافت کرد. سبک بازی وی بسیار تهاجمی و سرشار از ترکیب بود. هرچند وی هیچگاه به مقام استاد بزرگی دست نیافت ولی پیروزی‌های درخشانی در برابر بسیاری از استاد بزرگان شاخص زمان خود نظیر تال، گلر، برونشتین بدست آورد.